# أرقام الهاتف في الكويت
لا يوجد رمز للمناطق في الكويت. الرمز الدولي للكويت هو (+965). منذ 2008 أرقام الهواتف في الكويت أصبحت تتكون من ثمانية أرقام (ما عدا الأرقام التجارية مثل المطاعم والشركات، وتتكون تلك من سبعة أرقام). في 17 أكتوبر 2008 أُضيف رقم في بادئة الأرقام الثابتة والمُتنقلة وفقاً لخطة الترقيم الجديدة لوزارة الاتصالات الكويتية:
- تمَّ إضافة الرقم 1 قبل جميع الأرقام التجارية المكوّنة من ستة أرقام (مثل 800000 و899999 وغيرها).
- تمَّ إضافة الرقم 2 قبل جميع الخطوط الأرضية.
- تمَّ إضافة الرقم 5 قبل جميع أرقام فيفا.
- تمَّ إضافة الرقم 6 قبل جميع أرقام شركة أوريدو (الوطنية للاتصالات سابقاً).
- تمَّ إضافة الرقم 9 قبل جميع أرقام شركة زين.
- بقيت الخطوط المكونة من ثلاثة أرقام كما هي دون إضافة. مثل : 102، 112، 107، 121 وغيرها.

في 15 يونيو 2013، أعلنت وزارة الاتصالات الكويتية (MOC) عن إطلاق خدمة نقل أرقام الهواتف النقالة (MNP)، وهي خدمة تسمح لمستخدمي الهواتف المحمولة بتغيير مزود خدماتهم دون الحاجة إلى تغيير رقم هاتفهم المحمول.
فيما يلي رموز البداية للخطوط الأرضية مرتبة حسب كل منطقة أو مدينة:
| المنطقة             | الهاتف الأرضي | بداية الكود                                      |
| ------------------- | ------------- | ------------------------------------------------ |
| العبدلي             | 2             | 470                                              |
| الأحمدي             | 2             | 398                                              |
| الأحمدي وأم الهيمان | 2             | 327, 328                                         |
| العارضية            | 2             | 480, 488, 489                                    |
| فحيحيل              | 2             | 391, 392                                         |
| الفروانية           | 2             | 471, 472, 473, 474, 476                          |
| منطقة التجارة الحرة | 2             | 461                                              |
| الفنطاس             | 2             | 390                                              |
| حولي                | 2             | 261, 262, 263, 264, 265, 266                     |
| جابر العلي          | 2             | 383, 384                                         |
| الجابرية            | 2             | 531, 532, 533, 534, 560, 561, 569                |
| الجهراء             | 2             | 477, 478                                         |
| الجهراء-ب           | 2             | 455, 456, 457, 458                               |
| جليب الشيوخ         | 2             | 431, 433, 434                                    |
| المنقف والشعيبة     | 2             | 371, 372, 376                                    |
| مشرف                | 2             | 537, 538, 539                                    |
| النزهة والقادسية    | 2             | 224, 251, 252, 253, 254, 255, 256, 257, 258, 259 |
| القرين              | 2             | 541, 542, 543, 544                               |
| راس السالمية        | 2             | 571, 572, 573, 574, 575                          |
| الرقة               | 2             | 394, 396                                         |
| صباح السالم         | 2             | 551, 552                                         |
| الصفاة              | 2             | 240, 241, 242, 243, 244, 245, 246, 247, 248, 249 |
| السالمية            | 2             | 562, 563, 564, 565, 577                          |
| شويخ                | 2             | 481, 483, 484                                    |
| الصباحية            | 2             | 361, 362                                         |
| صليبيخات            | 2             | 9427                                             |
| صليبية              | 2             | 467                                              |
| وفرة                | 2             | 381                                              |
| الزور               | 2             | 395                                              |

## التاريخ
تم ادخال خدمات البرق والهاتف في دولة الكويت في عام 1956 بواسطة شركة «بريتش كيبل آند واير لس». في عهد الشيخ عبد الله السالم الصباح. تطورت الكويت الحديثة بصورة سريعة ونتيجة لذلك تم تكويت مرفق الاتصالات ليتم تشغيله بأيادي كويتية لتكون نقطة تحول في تاريخ الكويت.